# Floyon
Floyon település Franciaországban, Nord megyében. Lakosainak száma 508 fő (2022. január 1.). Floyon La Flamengrie, Fontenelle, Papleux, Boulogne-sur-Helpe, Cartignies, Étrœungt és Larouillies községekkel határos.

## Népesség
A település népességének változása:
| Lakosok száma | 510  | 522  | 534  | 532  | 526  | 520  | 515  | 512  | 508  |
|               | 2013 | 2015 | 2016 | 2017 | 2018 | 2019 | 2020 | 2021 | 2022 |